# ميخائيل ريتشاردز
ميخائيل ريتشاردز (بالإنجليزية: Michael Richards)‏ هو نحات أمريكي، ولد في 2 أغسطس 1963 في جامايكا، وتوفي في 11 سبتمبر 2001 في نيويورك في الولايات المتحدة.